# ファッションモンスター
「ファッションモンスター」は、きゃりーぱみゅぱみゅの楽曲で、3枚目のシングル。2012年10月17日にunBORDE（ワーナーミュージック・ジャパン）から発売された。シングルは初回限定盤（フォトブック仕様）と通常盤の2形態。

## 音楽性と歌詞
表題曲は、前作までのポップなメルヘン調から大きく方向転換した、ハイテンポでロックなテイストのエレクトリック・チューン。サビでキャッチーなリフレインを効かせ、万人受けするポップス志向が窺える。
メロディーの一部はジューシィ・フルーツの『ジェニーはご機嫌ななめ』の影響が窺える。
歌詞は自由な生き方への共感を歌い、きゃりー自身は「最初はみんなから怖がられてるモンスターなんだけど、自分の気持ちを自由に表現するうちにどんどん人気者に変わっていくというストーリーなんです!!!」と紹介している。
桑田佳祐は自身のラジオ番組「桑田佳祐のやさしい夜遊び」内の企画「桑田佳祐が選ぶ2012年邦楽ベスト20」で表題曲を3位にしている。

## 収録曲
（全作詞・作曲・編曲：中田ヤスタカ）
1. ファッションモンスター [4:37]
  - ジーユーCMソング
  - テレビ東京系『JAPAN COUNTDOWN』2012年10月度オープニングテーマ
  - 第一興商「LIVE DAM フリカラ」CMソング
  - 日清食品「日清焼そばU.F.O.」CMソング[11]
2. 100%のじぶんに [3:26]
  - SUZUKI「MRワゴン」CMソング

本人もムーミンのミイとともにCMに出演している。
3. つけまつける（extended mix） [4:56]

## アートワーク
アートワークは、初回限定盤、通常盤ともきゃりー流「ファッションモンスター」をユーモラスにビジュアルで表現している。CDアートワーク・クレジットは次の通り。
- アートディレクター、デザイナー - STEVE NAKAMURA
- ヘア・メイク - 小西神士
- スタイリスト - 飯嶋久美子
- フォトグラファー - 半沢健

## ミュージック・ビデオ
ミュージック・ビデオは、「カワイイ」を前面に出した前作までとは趣向を変え、硬質で大人びた、モノクローム・ファンタジーな雰囲気である。舞台は、とある洋館で開かれるハロウィーン・パーティー。きゃりーは、不気味だがどこかコミカルでもあるモンスターたち（毛むくじゃら男（ウッドベース）・フランケン（ドラム）・うさぎ男（ショルダーキーボード）・ゴブリン（トランペット）・ガイコツ（テルミン））とバンドを組んで当て振りの演奏を繰り広げ、体が大きすぎて中に入れなかった巨大モンスター（月）、禿げ頭の仙人、喪服のダンサーたちがそれを盛り上げる。途中、仙人が居合で「コンサバ」「チャラ男」等きゃりーが嫌いなものを次々ぶった斬り、きゃりーは巨大モンスターから大量のピンクのスライムを頭上から浴びせられ、豪華に装飾された自分のギターを最後には床に叩きつけて壊すという、インパクトのある仕上がりになっている。
ミュージック・ビデオの撮影は、8月半ばに調布の日活スタジオで40時間かけて行なわれた。パーティ会場の部屋は全てセットで作り込んだものであり、プレゼントが宙を舞うポルターガイストのような仕掛けをテグスやラジコンで配した。きゃりーのストライプの衣装は、きゃりーが好きだという『ビートルジュース』の主人公を意識してデザインされ、コウモリ型のウィッグは人毛で丁寧に仕上げられた。またバンドのモンスターたちの特殊メイクはかなり手間のかかったものであり、彼らの楽器も例えばギターに電話、キーボードにターンテーブルという具合に奇抜にデザインされ、「音が鳴らなそうなウソっぽさ」という遊び心が生かされている。禿げ頭の仙人は本物の居合の達人である。彼が刀を持ったとたんスタジオの空気が一変したという。監督の田向は、彼の居合切りのシーンが「この曲の本質を一番表現していると」と述べている。きゃりーが満面の笑みでピンクのスライムを浴びるシーンはきゃりー本人が熱望して実現したものであり、撮影の最後に収録された。ミュージック・ビデオの制作スタッフは次の通り。
- 演出・監督 - 田向潤
- 美術装飾 - 増田セバスチャン
- スタイリスト - 飯嶋久美子